# 中島ヒロト
中島 ヒロト（なかじま ヒロト、本名：中島 広人〈なかじま ひろと〉、1968年5月23日 - ）は、日本のラジオDJ、パーソナリティ。熊本県熊本市出身。血液型A型。既婚、二男一女の父。
フリーであるが、キッスコーポレーションと業務提携をしている。また、番組やイベントの企画・構成を行うチーム、ユージュアル・クリエイツの代表を務める。

## 来歴
熊本市立西原中学校、熊本県立熊本高等学校卒業。熊本大学法学部中退。
1991年、地元熊本放送（RKKラジオ）の若者向け夜ワイド「燃えろ!サタデーナイト」でデビュー。また、熊本では番組やイベントのディレクター、CMナレーションもしていた。
1993年9月1日のCROSS FM開局後は、福岡に拠点を移す。主に、週末のワイド番組を担当し、「HIROTO'S FRIDAY RADIO JACK」ではワンマンDJもこなしていた。またCROSS FM時代には、同局で活躍していた宗方脩、北野順一と共に「ナビゲーター御三家」と呼ばれていたこともある。
1994年に、FM802のオーディションを受け合格、段階的に拠点を大阪に移す（2000年3月まではCROSS FMと兼業していた）。1998年から、平日午前中のワイド番組「HAPPY FUN RADIO」を10年間に渡り担当し、802には欠かせないDJの一人となったと自称する。
2006年4月11日から6月29日まで放送された関西テレビ制作のドラマ「ブスの瞳に恋してる」に、キザなDJ「ジューシー中島」役で出演（基本は声のみだが、顔出し出演もしていた）、視聴者からの問い合わせが相次ぎ、自身の番組にも「ジューシー中島」宛でメッセージが来たりしていたという。その後の『ミュージャック』でも、ジューシー中島名義で担当していた。

## 人物
愛称は「ヒロっちゃん」。
一人称は「俺」。「神様」を自称する場合もある。
アメリカで洋服バイヤーの経験があるが、英語が苦手。そのため洋楽や英題の邦楽の曲紹介も、カタカナ英語で行う。なお、中学時代はほとんどテストが満点だったという。
FM802に所属する後輩女性DJのことは敬称をつけず、名前で呼ぶ。例えば田中乃絵のことは「のえ」と呼ぶ。

## 交友関係
フリーアナウンサーで元NHKアナウンサーの武田真一とは中学校と高校が同じで、友人であると思っている。

## 出演

### ラジオ番組

#### 現在
- THE NAKAJIMA HIROTO SHOW 802 RADIO MASTERS（FM802、2008年10月6日 - ）

#### 過去
熊本放送
- 燃えろ!サタデーナイト

CROSS FM
- HYPER SUNDAY SUPER TELEPHONE REQUEST
- HIROTO'S FRIDAY RADIO JACK
- SONIC A-GO-GO!!
- RADIO SONIC

FM802
- FUNKY JAMS 802
- RADIO M@SSIVE 0609
- THE COUNTDOWN SHOW
- ROCK KIDS 802
- RADIO COCOON
- HAPPY FUN RADIO

J-WAVE
- SATURDAY SONIC（ナビゲーター、2013年10月5日 - 2015年3月28日）

### テレビ番組
- ブスの瞳に恋してる（関西テレビ/フジテレビ系列、ジューシー中島役）
- トリコロ!（よみうりテレビ）
- 堀江ブギーデイズ（関西テレビ、2012年1月 - 3月・木曜深夜に関西ローカルで放送の連続ドラマ）
  - 基本としてナレーションのみだが、放送回によっては、本人役でドラマの本編にも出演していた。
- ミュージャック（関西テレビ・金曜深夜、MC）
  - 番組開始当初から終了まで唯一残った出演者。番組内の氏名テロップでは、名前の下に「FM802 DJ」と表記されている。